# Srđan Babić
Srđan Babić (Banja Luka, 1996. április 22. –) szerb válogatott labdarúgó, az orosz Szpartak Moszkva hátvédje.

## Pályafutása

### Klubcsapatokban
Babić a Borac Banja Luka és a Vojvodina ifjúsági akadémiáján kezdte a pályafutását. 2014-ben a Vojvodina színeiben a profi ligában is debütált. 2015 nyarán csatlakozott a Real Sociedadhoz. Egy év után 2016-ban a CF Reus Deportiuhoz került egyéves kölcsönszerződéssel.  Ezt újabb egyéves kölcsönjáték követte – ezúttal a Crvena zvezdában. A szerbek a kölcsön lejárta után szerződtették. További két belgrádi év után a 2020–21-es szezont kölcsönben a Famalicão csapatánál töltötte a Liga NOS-ban. 2021 augusztusának végén Babić ismét elhagyta szülővárosát: kölcsönbe igazolt az Almeríához, mielőtt a klub 2022 nyarán végleg leigazolta.

### A válogatottban
Babić 2012 és 2022 között több szerb válogatottban is játszott.
Szerbia színeiben a 2014-es U19-es UEFA-bajnokságon az elődöntőben kaptak ki Portugáliától. Rendszeres tagja volt a 2015-ös FIFA U-20-as világbajnokságot megnyerő csapatnak is.
2022 novemberében bekerült Szerbia keretébe a 2022-es katari labdarúgó-világbajnokságra. A Kamerun elleni csoportmeccsen lépett pályára, a 78. percben csereként, Miloš Veljković helyére.

## Statisztika

### A válogatottban
Frissítve 2025. március 20-án.
|            |          |          |     |
| Válogatott | Év       | Mérkőzés | Gól |
| Szerbia    | 2022     | 3        | 0   |
| Szerbia    | 2023     | 4        | 1   |
| Szerbia    | 2024     | 2        | 0   |
| Szerbia    | 2025     | 1        | 0   |
| Összesen   | Összesen | 10       | 1   |

## Sikerei, díjai

### Klubcsapatokkal
Crvena zvezda
- Szerb bajnok: 2017–18, 2018–19

### A válogatottal
Szerbia U20
- U20-as labdarúgó-világbajnokság: 2015

## Fordítás
- Ez a szócikk részben vagy egészben  a   Srđan Babić című német Wikipédia-szócikk ezen változatának fordításán alapul.  Az eredeti cikk szerkesztőit annak laptörténete sorolja fel. Ez a jelzés csupán a megfogalmazás eredetét és a szerzői jogokat jelzi, nem szolgál a cikkben szereplő információk forrásmegjelöléseként.